# Jonas Lüscher
Jonas Lüscher (* 22. října 1976 Curych) je švýcarský spisovatel a esejista žijící v Německu.

## Život
Jonas Lüscher vyrůstal v Bernu, kde od roku 1994 do 1998 navštěvoval Evangelický učitelský seminář Muristalden (dnes Campus Muristalden). Několik let pracoval jako dramaturg a scenárista ve filmovém průmyslu v Mnichově, poté studoval na Hochschule für Philosophie München. Současně pracoval jako redaktor na volné noze.
Magisterské studium ukončil v roce 2009. Po studiu pracoval dva roky jako vědecký pracovník v Institutu techniky, teologie a přírodních věd (Institut TTN) na Mnichovské univerzitě. Zároveň pracoval jako učitel etiky na Staatliche Wirtschaftsschule München/Pasing.
V roce 2011 začal Lüscher působit na Spolkové vysoké technické škole v Curychu (ETH Zürich). Zde pracoval na dizertaci na téma významu narace pro popis sociální problematiky na pozadí neo-pragmatismu Richarda Rortyho. V letech 2012/2013 strávil za podpory Švýcarského národního fondu devět měsíců jako hostující výzkumník na Ústavu komparatistiky na Stanfordově univerzitě. Na konci roku 2014 odešel Lüscher z ETH, dizertaci nedokončil.
Jonas Lüscher se měl na pozvání švýcarského velvyslanectví zúčastnit v květnu 2020 německojazyčného literárního programu DAS BUCH v rámci veletrhu Svět knihy v Praze a poprvé se zde osobně představit českému publiku. Z důvodu pandemie koronaviru se veletrh nekonal.
Je členem německého PEN-Zentrum. Od roku 2018 je řádným členem Bavorské akademie krásných umění (Bayerische Akademie der Schönen Künste).

## Dílo
- ve spolupráci s M. Hampem: Richard Rorty. In: Ralf Konersmann (Hrsg.): Handbuch Kulturphilosophie. Metzler, Stuttgart/Weimar 2012.
- Jetzt. Libreto k opeře Mathise Nitschkeho, premiéra v Opéra National de Montpellier, 30. listopadu 2012.
- Frühling der Barbaren. Novela. C.H. Beck, Mnichov 2013, ISBN 978-3-406-64694-2.[3]
- Die unanständige Mehrheit. Esej. In Tages-Anzeiger, 31. července 2013[4]
- Über Geld. Esej. In Sprache im technischen Zeitalter. 210, červen 2014, 52. ročník.
- An der Quelle. Povídka. In Edit, jaro 2015, ISSN 0943-8645.
- Im Geisterhaus. Esej. In Tages-Anzeiger. 24. duben 2015[5]
- Kraft. Roman. Beck, Mnichov 2017, ISBN 978-3-406-70531-1.[6]
- Ins Erzählen flüchten. Poetická přednáška. Beck, Mnichov 2020, ISBN 978-3-406-74886-8.

## Ocenění
- 2013: Franz-Hessel-Preis, za novelu Frühling der Barbaren[7]
- 2013: Literární vyznamenání kantonu Bern
- 2013: Bayerischer Kunstförderpreis
- 2016: Hans-Fallada-Preis, za novelu Frühling der Barbaren[8]
- 2017: Nominace na Německou knižní cenu, za román Kraft
- 2017: Literární vyznamenání kantonu Bern, za román Kraft
- 2017: Švýcarská knižní cena, za román Kraft[9]
- 2017: Tukan-Preis, za román Kraft